# 1982 aux échecs
| Années des échecs : 1979 - 1980 - 1981 - 1982 - 1983 - 1984 - 1985    |
| Décennies des échecs : 1950 - 1960 - 1970 - 1980 - 1990 - 2000 - 2010 |

Cet article présente les faits marquants de l'année 1982 aux échecs.

## Événements majeurs
- L'URSS remporte la 25e Olympiade organisée cette fois-ci à Lucerne (Suisse).
- En marge de la compétition, le congrès de la FIDE élit comme nouveau président le Philippin Florencio Campomanes, ce qui est un signe fort d'ouverture du monde des échecs aux pays du sud et d'Asie.

## Tournois et opens

### Championnats nationaux
- Albanie : Fatos Muço[1]
- Argentine : Jorge Rubinetti remporte le championnat[2],[3]. Chez les femmes, Virginia Justo s’impose.
- Autriche : Pas de championnat[4]. Chez les femmes, Mardit Hennings s’impose[5].
- Belgique : Johan Gormachtig et Thierry Penson remportent le championnat[6]. Chez les femmes, Brenda Decorte s’impose[7].
- Brésil: Jaime Sunye Neto remporte le championnat[8]. Chez les femmes, ce sont Jussara Chaves et Regina Lùcia Ribeiro qui s’imposent.
- Canada : Pas de championnat[9]. Chez les femmes, non plus[10].
- Chine :  Liu Wenzhe remporte le championnat[11]. Chez les femmes, Zhao Lan s’impose.
- Écosse : Roddy McKay remporte le championnat [12].
- Espagne : Juan Manuel Bellón López remporte le championnat[13]. Chez les femmes, c’est Nieves Garcia qui s’impose[14].
- États-Unis : Pas de championnat[15] masculin, ni féminin[16].
- Finlande: Veijo Mäki remporte le championnat[17].
- France : Nicolas Giffard remporte le championnat [18]. Chez les femmes, Dubois s’impose[19].
- Inde : Praveen Thipsay remporte le championnat[20].
- Iran : Pas de championnat[21].

- Pays-Bas : Hans Ree remporte le championnat [22]. Chez les femmes, c’est Carla Bruinenberg qui s’impose.
- Pologne : Jan Adamski remporte le championnat[23].
- Royaume-Uni : Tony Miles remporte le championnat[24].
- Suisse : Viktor Kortschnoï remporte le championnat [25]. Chez les dames, c’est Claude Baumann qui s’impose[26].
- RSS d'Ukraine : Konstantin Lerner remporte le championnat[27],[28], dans le cadre de l’U.R.S.S.. Chez les femmes, Irina Chelushkina s’impose[29].
- République fédérative socialiste de Yougoslavie : Ljubomir Ljubojević remporte le championnat[30],[31]. Chez les femmes, Milunka Lazarević s’impose.

## Divers
- Huit joueurs participent à un tournoi d'échecs organisé à 7000 m d'altitude. Il s'agit du tournoi le plus haut en altitude[32].

## Naissances
- Levon Aronian (6 octobre)
- Lázaro Bruzón
- Francisco Vallejo Pons
- Irina Soudakova (5 septembre)

## Nécrologie
- En 1982 : Wilhelm Ramm (en)
- 2 janvier : Johan Barendregt (en)
- 2 février : Paulin Frydman
- 5 février : Carl Oscar Hovind (en)
- 13 mars : William Fairhurst
- 22 mai : Alexandre Herbstman
- 27 juillet : Ludovit Potuček (en)
- 4 octobre : Lev Aronine
- 21 octobre : Ed Edmondson (en)